# ایلاپولیس
ایلاپولیس (به پرتغالی: Ilópolis) یک شهر در برزیل است که در ریو گرانده جنوبی واقع شده‌است.

## خواهرخوانده
- آرنزو دی کادر، ایتالیا